# David R. Oldroyd
David Roger Oldroyd (* 20. Januar 1936 in Luton; † 7. November 2014 in Sydney) war ein australischer Geologe und Wissenschaftshistoriker der Geologie und Evolutionstheorie.
Oldroyd studierte an der University of Cambridge (Emmanuel College) Chemie (sowie Geologie) und war dann zunächst Lehrer, wobei er nebenbei Wissenschaftsgeschichte am University College London studierte. 1969 ging er nach Australien, wo er an der University of New South Wales (UNSW) lehrte und auch 1974 über die Geschichte der Mineralogie in Verbindung zur Chemie promoviert wurde. Er war Associate Professor der School of Science and Technology Studies der UNSW. 1996 ging er in den Ruhestand. Er starb an einem Gehirntumor.
1994 wurde er Fellow der Australian Academy of the Humanities.
Oldroyd war Herausgeber von Earth Sciences History, von 1996 bis 2004 Generalsekretär der International Commission on the History of Geological Sciences und danach deren Vizepräsident. Er war Präsident der Australasian Association for the History, Philosophy, and Social Studies of Science. 2002 wurde er korrespondierendes Mitglied und 2008 Vollmitglied der International Academy of the History of Science.
Er ist als Autor eines Standardwerks zur Geschichte der Geologie (Thinking about the Earth) und weiterer Bücher zur Geologiegeschichte bekannt, zum Beispiel The Highland Controversy um Roderick Murchison. Er war auch Mitherausgeber mehrerer Sammelwerke zur Geologiegeschichte der Geological Society of London.
1994 erhielt er die Sue Tyler Friedman Medal der Geological Society of London für sein Buch über die Highland-Kontroverse und seine Aufsatzreihe zur Archaean Controversy (Annals of Science 1991 bis 1995) und 1999 den History of Geology Award der Geological Society of America. Außerdem erhielt er die australische Centenary Medal.
Er war passionierter Cello-Spieler, der auch im britischen National Youth Orchestra spielte.

## Schriften
- Thinking about the Earth. A History of Ideas in Geology, Harvard University Press 1996
  - Deutsche Übersetzung: Die Biographie der Erde, Zweitausendeins 1998, 2007
- The Arch of Knowledge: an introductory story to the history of the philosophy and methodology of science, New York: Methuen 1986
- The Highlands Controversy. Constructing Geological Knowledge through Fieldwork in Nineteenth-Century Britain, University of Chicago Press 1990
- Darwinian Impacts: an introduction to the Darwinian Revolution, Open University Press 1980
- Earth Cycles: A Historical Perspective, Greenwood 2006
- Herausgeber mit R. H. Grapes, A. Grigelis: History of geomorphology and Quaternary geology, London, Geological Society 2008
- Sciences of the earth: studies in the history of mineralogy and geology, Aldershot 1998
- Herausgeber: Earth, water, ice and fire: two hundred years of geological research in the English Lake District, Geological Society, London 2002
- Herausgeber: The earth inside and out : some major contributions to geology in the twentieth century, Geological Society, London 2002
- Herausgeber mit Ian Langham: The Wider domain of evolutionary thought, Dordrecht: Reidel 1983
- Maps as pictures or diagrams: The early development of geological maps, in: V. R. Baker (Hrsg.): Rethinking the fabric of geology. GSA Special Paper 502, 2013, S. 41–101